# Reema Lagoo
Reema Lagoo (Bombay, 21 de junio de 1958–Ib., 18 de mayo de 2017) fue una actriz de cine, televisión y teatro india, conocida en algunos medios como la «Madre de Bollywood».

## Biografía
Lagoo inició su carrera en el teatro maratí, y más tarde ganó reconocimiento en el cine de su país, especialmente en las décadas de 1990 y 2000. Sus papeles en las series de televisión indias Shriman Shrimati (como Kokila Kulkarni) y Tu Tu Main Main (como Devaki Verma) le valieron mucha popularidad en su país.
La actriz falleció el 18 de mayo de 2017 en Bombay, a raíz de un problema cardíaco. Tenía 58 años.